# Soulce

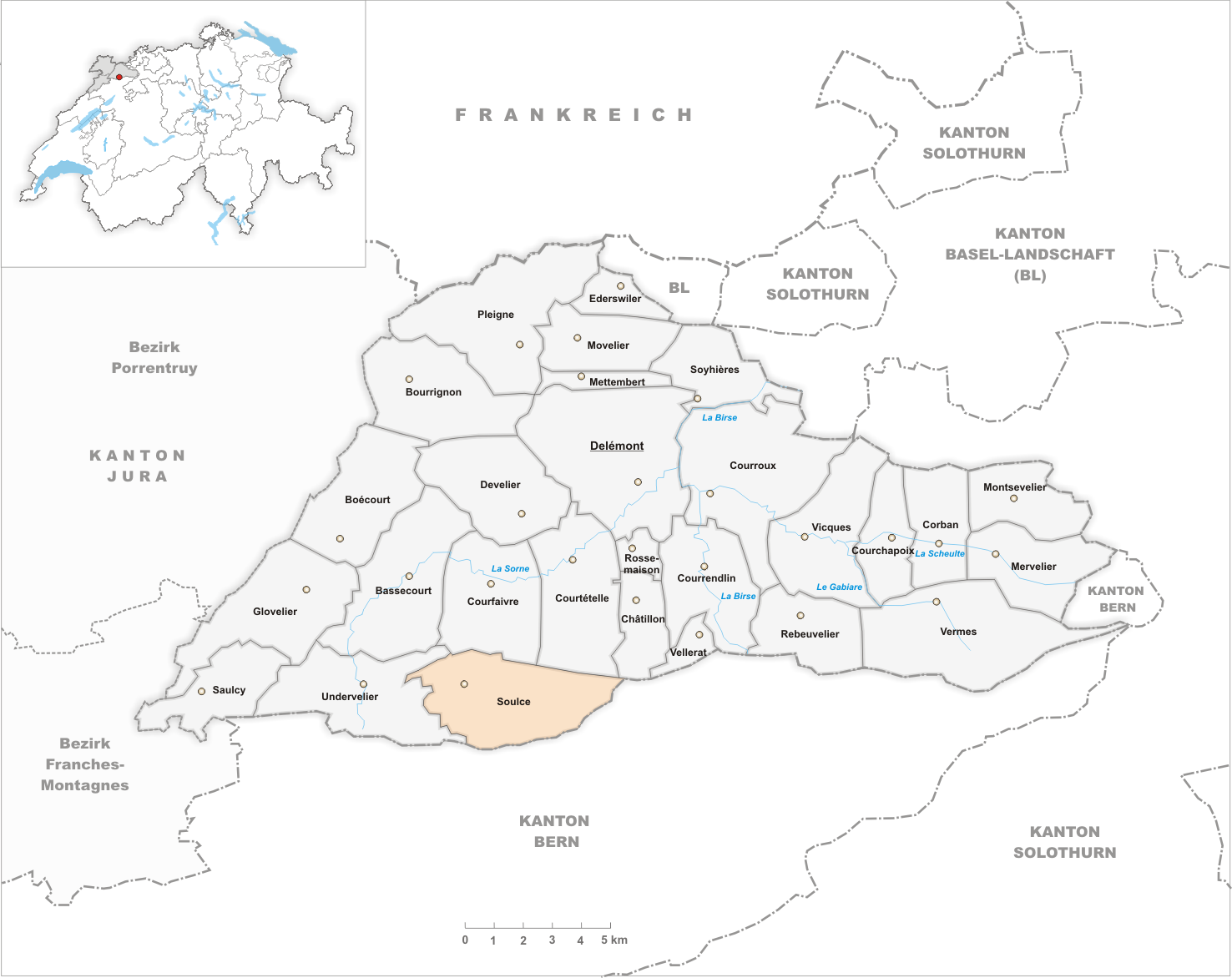
Gemeindestand vor der Fusion am 1. Januar 2013

Soulce war eine politische Gemeinde im Distrikt Delémont des Kantons Jura in der Schweiz. Der frühere deutsche Name Sulz ist heute nicht mehr gebräuchlich. Am 1. Januar 2013 fusionierte sie mit den Gemeinden Bassecourt, Courfaivre, Glovelier und Undervelier zur neuen Gemeinde Haute-Sorne.

## Geographie
Soulce liegt auf 605 m ü. M., neun Kilometer südwestlich des Kantonshauptorts Delémont (Luftlinie). Das ehemalige Strassenzeilendorf erstreckt sich zur Hauptsache auf der nördlichen Seite des Baches Folpotat in einem Tal südlich des Delsberger Beckens. 
Die Fläche des 14,7 km² grossen Gemeindegebiets umfasst den oberen Teil des in der Synklinalen zwischen zwei Juraketten liegenden Tals des Folpotat. Im Norden wird das Tal vom Kamm des Le Mont (bis 1080 m ü. M.), im Süden von der Kette der Montagne de Moutier begleitet. Auf der letzteren wird mit 1165 m ü. M. der höchste Punkt der Gemeinde erreicht. Der dicht bewaldete Nordhang der Montagne de Moutier wird durch mehrere Erosionstäler in Les Poirchets, Sur le Plain und Envers de Folpotat untergliedert. Der Bach Folpotat entwässert das Gemeindegebiet nach Westen zur Sorne. Von der Gemeindefläche entfielen 1997 2 % auf Siedlungen, 70 % auf Wald und Gehölze und 28 % auf Landwirtschaft.
Zu Soulce gehören mehrere Einzelhöfe. Nachbargemeinden von Soulce sind Undervelier, Courfaivre, Courtételle und Châtillon im Kanton Jura sowie Moutier, Perrefitte und Souboz im Kanton Bern.

## Bevölkerung
Mit 254 Einwohnern (Stand 31. Dezember 2012) gehörte Soulce zu den kleineren Gemeinden des Kantons Jura. Von den Bewohnern sind 82,1 % französischsprachig, 17,5 % deutschsprachig und 0,4 % italienischsprachig (Stand 2012). Die Bevölkerungszahl von Soulce belief sich 1850 auf 441 Einwohner, 1900 auf 394 Einwohner. Im Verlauf des 20. Jahrhunderts hat die Bevölkerungszahl deutlich abgenommen.

## Wirtschaft
Die Gemeinde ist noch vorwiegend landwirtschaftlich geprägt. Es gibt nur wenige Arbeitsplätze ausserhalb des landwirtschaftlichen Sektors im Dorf. Viele Erwerbstätige (mehr als 50 %) sind deshalb Wegpendler.

## Verkehr
Soulce liegt abseits der bedeutenden Verkehrswege in einem auf drei Seiten abgeschlossenen Juralängstal. Hauptzufahrtsstrasse ist diejenige von Undervelier, eine schmale Forststrasse verläuft über die nördlich angrenzende Jurakette direkt nach Courfaivre. Das Dorf ist durch eine Buslinie, die von Bassecourt via Undervelier nach Soulce verkehrt, an den öffentlichen Verkehr angebunden.

## Geschichte
Erste Erwähnung findet das Dorf 1148 als Sulza in einer Urkunde von Papst Eugen III., der dem Kloster Moutier-Grandval die Rechte gibt, in Soulce den Zehnten zu erheben. 1486 kam der Ort an das Fürstbistum Basel. Bis 1745 bildeten Soulce und Undervelier eine Gemeinde, danach wurde Soulce unabhängig und bildete seit 1802 auch eine eigenständige Pfarrgemeinde. Von 1793 bis 1815 gehörte der Ort zu Frankreich und war anfangs Teil des Département du Mont-Terrible, ab 1800 mit dem Département Haut-Rhin verbunden. Durch den Entscheid des Wiener Kongresses kam Soulce 1815 an den Kanton Bern und am 1. Januar 1979 an den neu gegründeten Kanton Jura.

## Sehenswürdigkeiten
Die Pfarrkirche Saint-Laurent wurde 1711 an Stelle einer gotischen Kapelle errichtet. Das Pfarrhaus stammt von 1802. Seit 1747 wurde die Wasserkraft des Baches Folpotat durch eine Mühle genutzt, die so gebaut wurde, dass der Bach und sein Seitenkanal direkt unter dem Haus durchfliessen. Das Gebäude der ehemaligen Schule wurde 1878 erbaut.

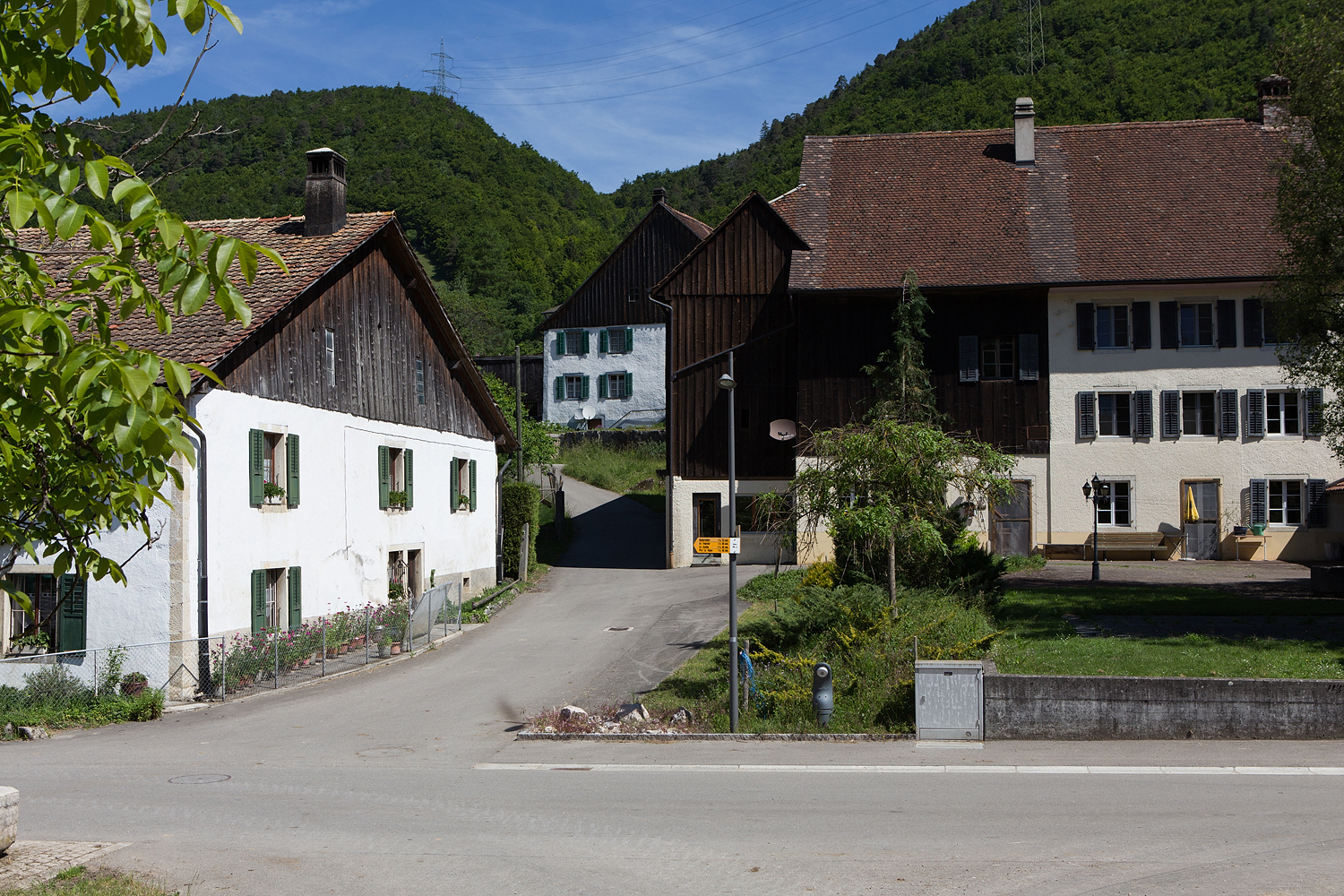
Sur Ville
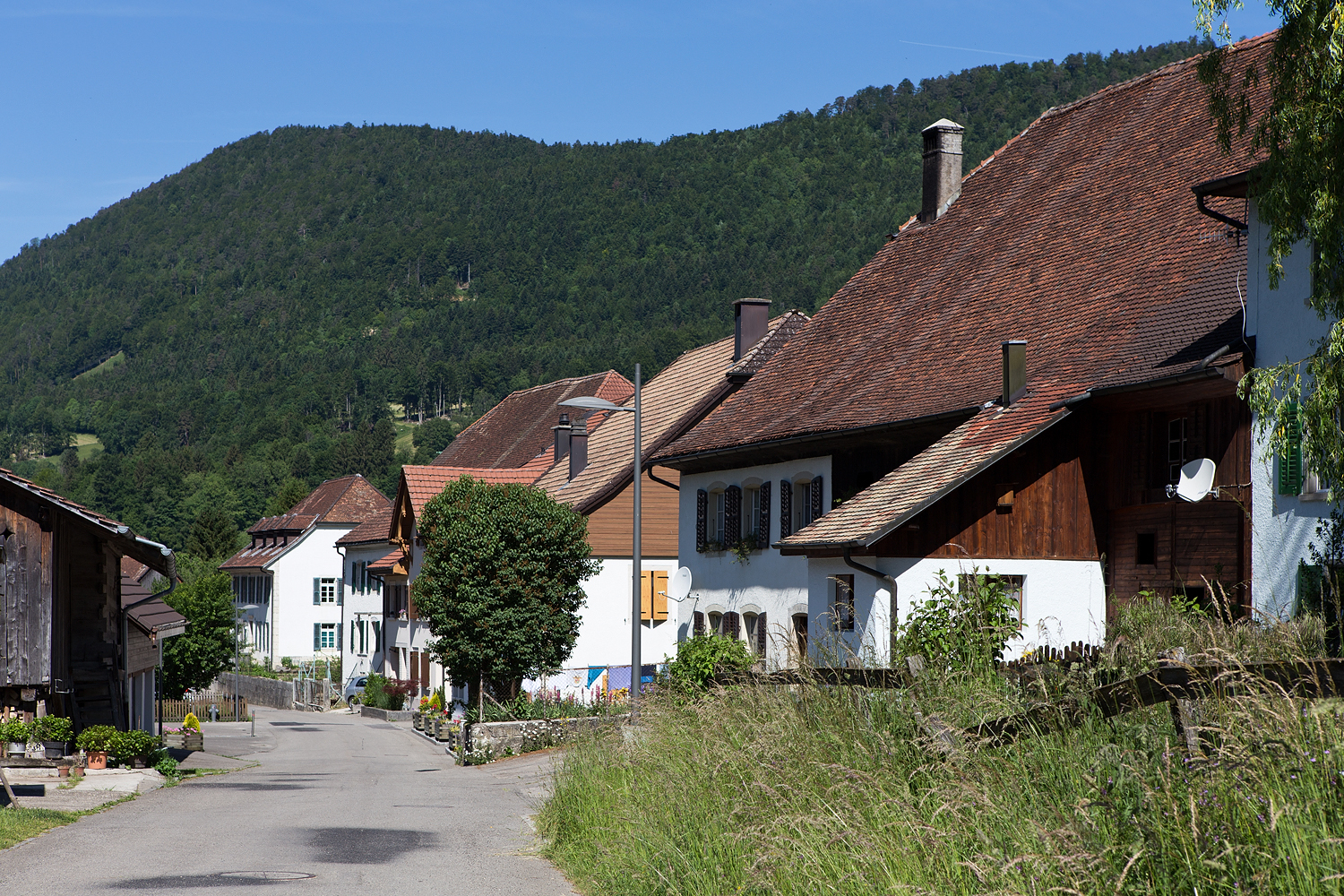
Sur Ville
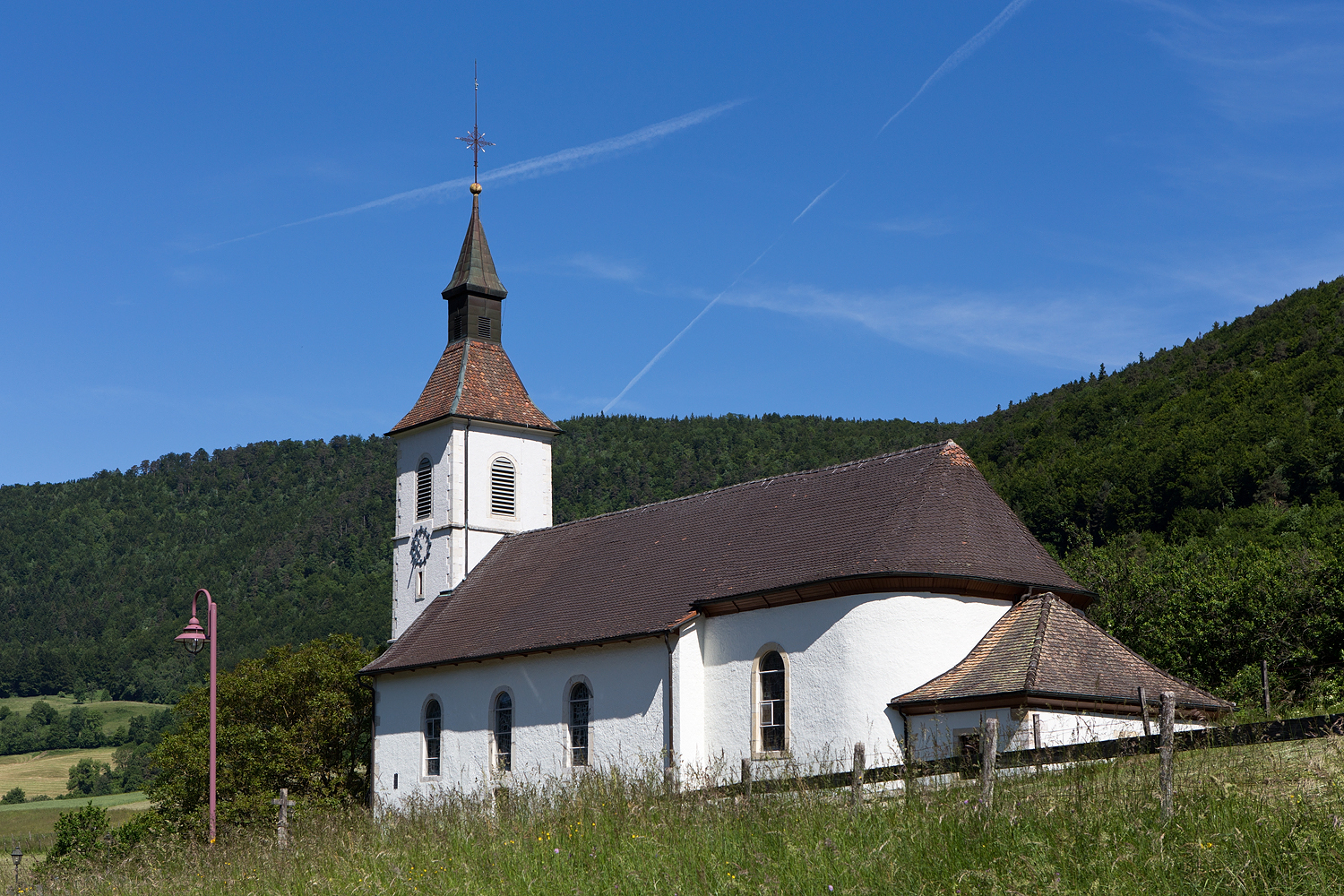
Kirche Saint-Laurent
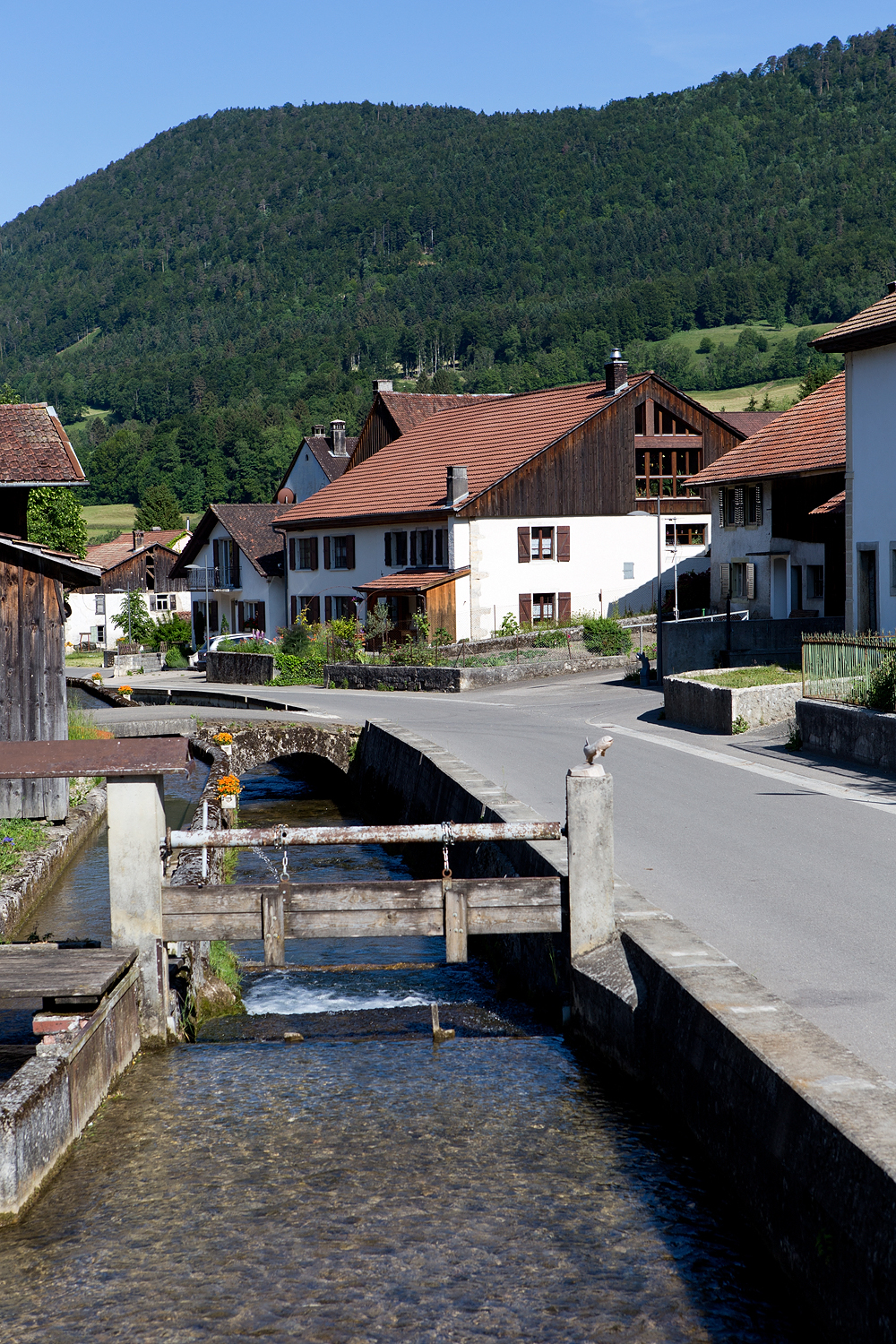
Bach Folpotat und Route Principale
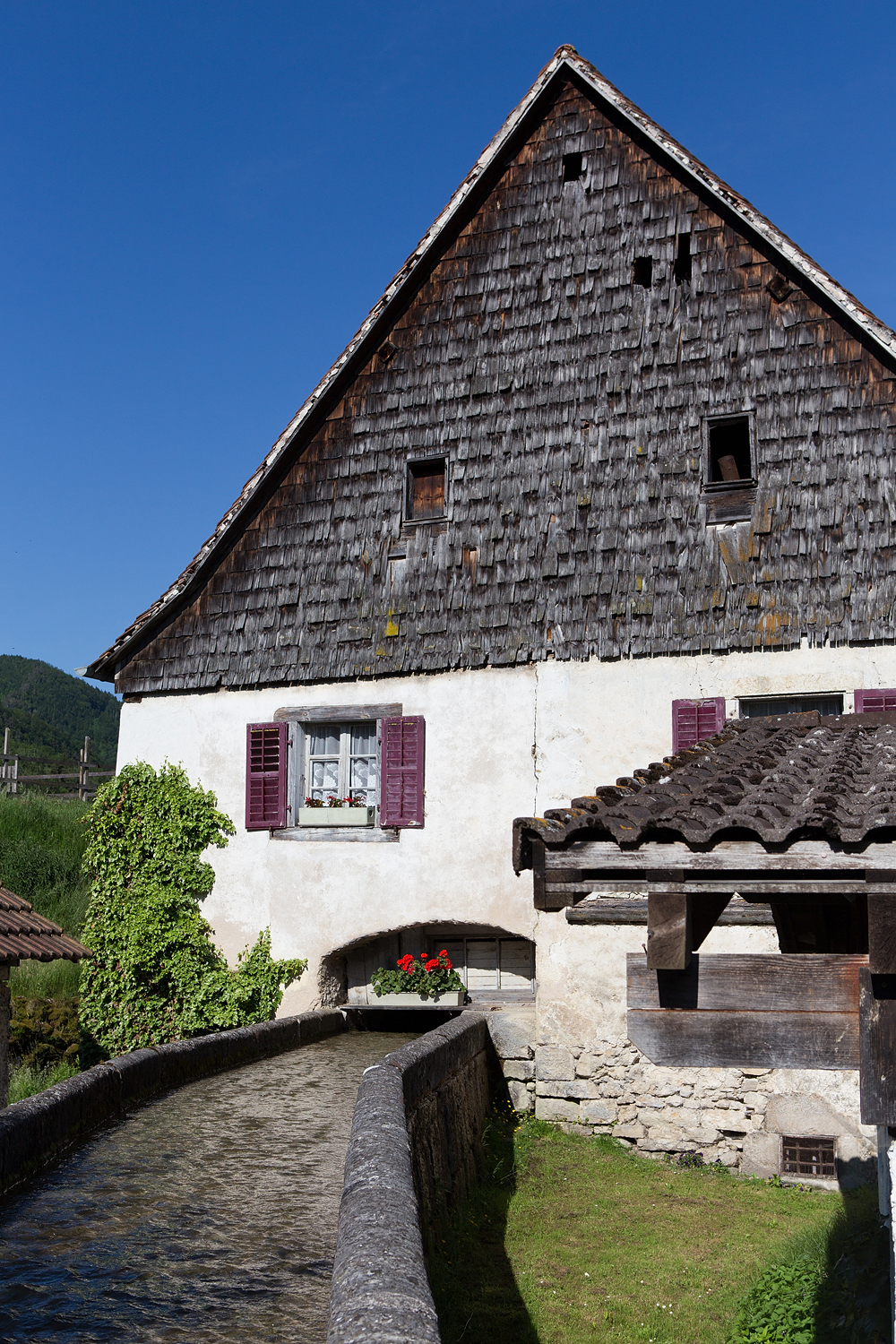
Mühle mit Kanal
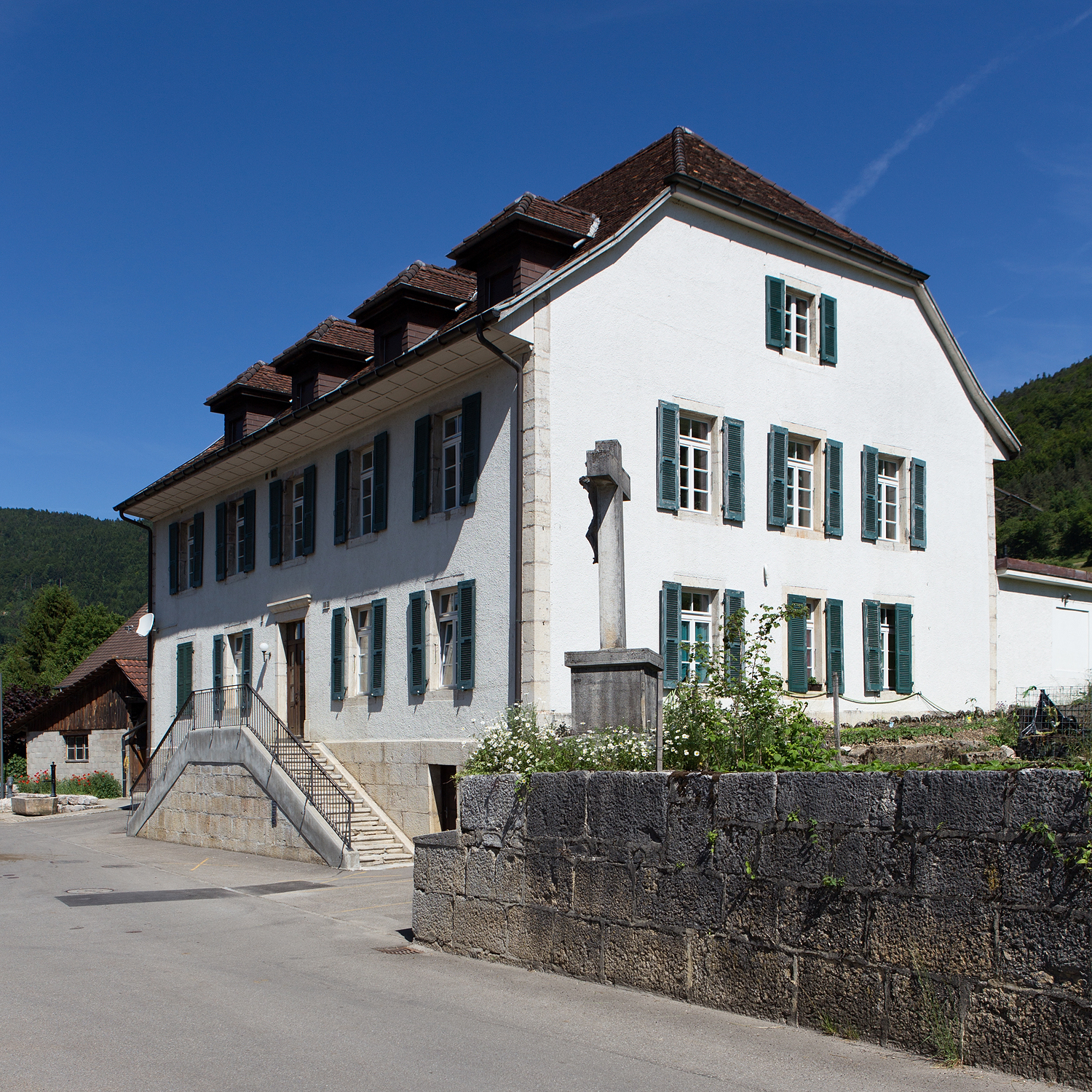
Ehemaliges Dorfschulhaus
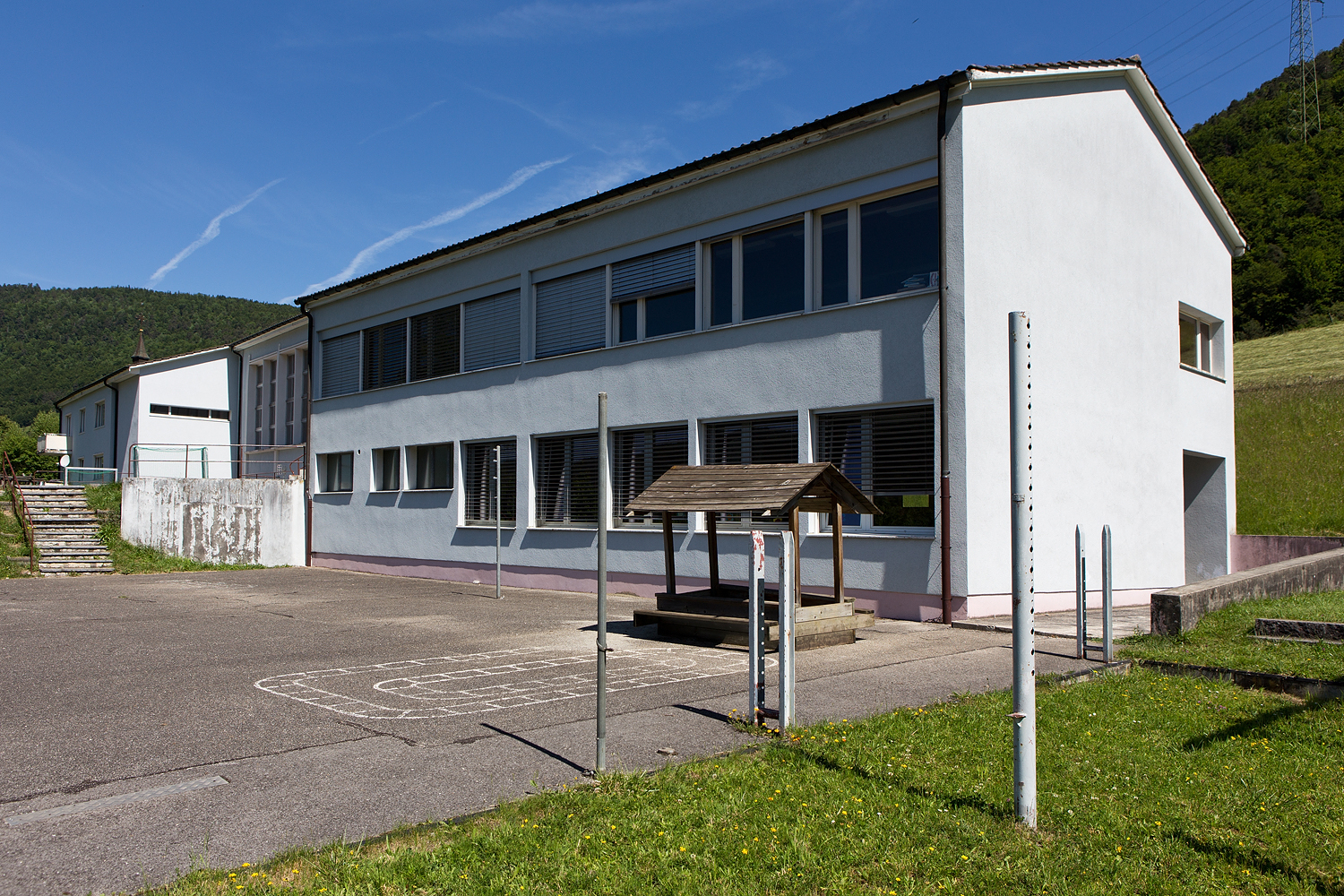
Primarschulhaus

## Vereine
- Der 300m-Schützenverein von Soulce Société de tir St-Laurent wurde 1889 gegründet und zählt 2006 wieder über 30 Mitglieder. Mit vier elektronischen Schiessscheiben ist der Schiessstand ein kleinerer, aber mit zehn Jungschützen 2006 ein Treffpunkt der Jugend geworden. Der Verein fusionierte im Jahre 2005 mit dem Kleinkaliberverein Haute Sorne von Undervelier zum Verein A.S.T. Haute Sorne Soulce-Undervelier mit den Sektionen: Sektion 300m St. Laurent 1898; Sektion Jugend 300m & 50m; Sektion 50m Kleinkaliber Haute Sorne. Der Verein hat Stand 2015 48 passive und aktive Mitglieder. 15 Aktive Sektion 300m; 5 Aktive Jungschützen 300m & 9 Aktive Jungschützen 50m; 12 Aktive Sektion 50m.
- Musikverein La Gaïte ist ein Verein, der seit 2014 neu 14 Mitglieder zählt. Er besteht aus Mitgliedern aus dem Dorf Soulce und dessen Vereine wie der Schützenverein A.S.T. Haute Sorne. Aktivität des Vereins ist die Vermietung der eigenen Halle an die im Dorf ansässigen Vereine und Familien und für Musik-Festivals.

## Persönlichkeiten
- Charles Beuchat (1900–1981), Schriftsteller und Literaturkritiker